# Amduscia
Gli Amduscia sono un gruppo musicale aggrotech proveniente dal Messico. Dei tre membri fondatori, attualmente è rimasto solo Polo "Amduscia" (voce, sampling).

## Storia e origine del nome
Gli Amduscia sono stati fondati nel 1999 a Città del Messico da Polo, Edgar, Raul. Nel marzo 2010 la band perde un componente, Edgar Acevedo, morto per complicazioni fisiche dovute alla leucemia.
Il nome della band deriva dalla demonologia medievale, secondo la quale il nome "Amduscia" apparteneva ad un demone musicista che suonava durante i suoi concerti senza l'ausilio di strumenti.

## Stile e influenze
La loro musica è stata descritta come "aggrotech" e tra le sue influenze, il gruppo cita il dark ethereal, la darkwave, il cyberpunk, l'EBM, il synth pop e il futurepop.
Agli inizi della loro carriera sono stati paragonati ai gruppi compatrioti Hocico e Cenobita, ma con il passare degli anni hanno raggiunto un loro stile tutto personale.

## Discografia

### Album
| Titolo                 | Dettagli                             | Etichetta   | Anno |
| Melodies for the Devil | CD, Album                            | Out Of Line | 2003 |
| From Abuse to Apostasy | 2xCD, Album, Edizione Limitata + Box | Out Of Line | 2006 |
| Madness in Abyss       | 2xCD, Album, Edizione Limitata       | Out Of Line | 2008 |
| Death, Thou Shalt Die  | CD, Album                            | Out Of Line | 2011 |
| Filofobia              | 2xCD, Album, Edizione limitata       | Out of Line | 2013 |
| Existe                 | CD, Album                            | Out of Line | 2020 |

### EP
| Titolo        | Dettagli | Etichetta   | Anno |
| Dead Or Alive | CD, EP   | Out Of Line | 2005 |
|               |          |             |      |

### Demo
| Titolo                          | Dettagli | Etichetta    | Anno |
| Perdicion, Perversion, Demencia | CD Demo  | Autoprodotto | 2003 |
|                                 |          |              |      |

### Singoli
| Titolo              | Dettagli                            | Etichetta   | Anno |
| Impulso Biomecanico | CD, Maxi-Singolo, Edizione Limitata | Out Of Line | 2005 |
|                     |                                     |             |      |

### Remix di altri artisti
| Titolo                               | Dettagli                            | Canzone                                             | Artista              | Uscito per                                  | Anno |
| New Signs & Sounds 12/04-01/05       | CD, Sampler, Enhanced               | Victims Among Friends (Amduscia Remix)              | God Module           | Zillo                                       | 2004 |
| Victims Among Friends                | CD, Maxi-Singolo                    | Victims Among Friends (Amduscia Remix)              | God Module           | Out Of Line                                 | 2004 |
| :Per:Version: Vol. 16                | CD, Enhanced, Sampler               | Ninive (Amduscia 612 B.C. Remix)                    | Tristesse de la Lune | Ritual:                                     | 2005 |
| Godsend / Menschenfresser            | CD, Maxi-Singolo, Edizione Limitata | Godsend (Remix By Amduscia)                         | Suicide Commando     | Noise Terror Productions, Dependent Records | 2005 |
| Godsend / Menschenfresser            | File, AAC                           | Godsend (Remix By Amduscia)                         | Suicide Commando     | Metropolis Records                          | 2005 |
| Ninive / Time Is Moving              | 2xCD, Maxi-Singolo                  | Ninive (Amduscia 612 B.C. Remix)                    | Tristesse de la Lune | Out Of Line                                 | 2005 |
| Get Your Body Beat                   | CD, Maxi-Singolo                    | Get Your Body Beat (Rotten Blood Remix By Amduscia) | Combichrist          | Metropolis Records                          | 2006 |
| Get Your Body Beat                   | CD, Maxi-Singolo                    | Get Your Body Beat (Amduscia Remix)                 | Combichrist          | Out Of Line                                 | 2006 |
| Get Your Body Beat                   | CD, Maxi-Singolo                    | Get Your Body Beat (Rotten Blood Remix By Amduscia) | Combichrist          | Irond                                       | 2006 |
| New Signs & Sounds 06/06             | CD, Sampler, Enhanced               | Get Your Body Beat (Rotten Blood Remix By Amduscia) | Combichrist          | Zillo                                       | 2006 |
| Fuck the Mainstream Vol. 1           | 4xCD                                | Void Malign (Amduscia Mix)                          | Grendel              | Alfa Matrix                                 | 2007 |
| Harsh Generation                     | CD, Album + CD, Edizione Limitata   | Void Malign (Amduscia Remix)                        | Grendel              | Infacted Recordings                         | 2007 |
| New Signs & Sounds 04/07             | CD, Sampler, Enhanced               | Void Malign (Amduscia Remix)                        | Grendel              | Zillo                                       | 2007 |
| Praise the Fallen                    | 2xCD                                | Feel My Silent (Amduscia Remix)                     | Wynardtage           | Rupal Records, E-noxe                       | 2007 |
| Smartbomb 2.3: The Underground Mixes | 2xCD                                | Welcome to the Future (Cunt Mix by Amduscia)        | Left Spine Down      | Synthetic Sounds                            | 2009 |
|                                      |                                     |                                                     |                      |                                             |      |

### Compilations
| Titolo                                                          | Dettagli                       | Canzone                                       | Remix di   | Etichetta            | Anno |
| Elektrocinetik                                                  | CD                             | Fucking Flesh                                 |            | DADA X Club          | 2001 |
| Machineries of Joy                                              | 2xCD, Edizione Limitata        | Evil Song                                     |            | Out Of Line          | 2001 |
| Cyberpolis - A Darker Dancefloor Vol II                         | 2xCD                           | Seeing You Pray                               |            | Cyberpolis           | 2002 |
| Machineries of Joy Vol. 2                                       | 2xCD                           | Profano Tu Cruz (Edit)                        |            | Out Of Line          | 2002 |
| Dark Awakening Vol. 4                                           | 2xCD                           | Melodies for the Devil                        |            | COP International    | 2003 |
| :Per:Version: Vol. 9                                            | CD, Enhanced                   | Fucking Flesh (Raw Mix)                       |            | Ritual:              | 2003 |
| Machineries of Joy Vol. 3                                       | 2xCD, Edizione Limitata        | Solo Maquina                                  |            | Out Of Line          | 2004 |
| Gothic Magazine Compilation Part XXII                           | CD                             | Evil Song (Paradise Mix)                      |            | Batbeliever Releases | 2004 |
| Awake the Machines Vol. 5                                       | 2xCD, Limited                  | Corpses Symphony (Mutilated Body Mix)         |            | Out Of Line          | 2005 |
| Awake the Machines Vol. 5                                       | CD                             | Corpses Symphony (Mutilated Body Mix)         |            | Out Of Line          | 2005 |
| Celebrate the Machines-An Out Of Line 10th Anniversary Megamix! | CD, Sampler, Edizione Limitata | Fucking Flesh                                 |            | Out Of Line          | 2005 |
| E:O:D Vol. 1                                                    | 2xCD                           | Melodies for the Devil                        |            | Excentric Records    | 2005 |
| M'era Luna Festival 2005                                        | 2xCD                           | Corpses Symphony                              |            | Totentanz            | 2005 |
| New Signs & Sounds 02/05                                        | CD, Sampler, Enhanced          | Dead Or Alive (God Mod Rotten Skin Dance Mix) | God Module | Zillo                | 2005 |
| Synth & Wave Essentials Vol. 2                                  | 2xCD                           | Corpses Symphony                              |            | ZYX Music            | 2005 |
| Out Of Line Festival Vol. 2                                     | DVD                            | Profano Tu Cruz                               |            | Out Of Line          | 2006 |
| Machineries of Joy Vol. 4                                       | 2xCD, Edizione Limitata        | Your Deep Shit                                |            | Out Of Line          | 2007 |
| Awake The Machines Vol. 6                                       | 2xCD, Edizione Limitata        | Ashes of Betrayal                             |            | Out Of Line          | 2008 |
|                                                                 |                                |                                               |            |                      |      |